# ميكائيل أندرسون (لاعب هوكي الجليد)
ميكائيل أندرسون (بالسويدية: Mikael Andersson)‏ هو لاعب هوكي الجليد سويدي، ولد في 6 يوليو 1959 في كيرونا في السويد.

## وصلات خارجية
- ميكائيل أندرسون على موقع EliteProspects.com (الإنجليزية)
- ميكائيل أندرسون على موقع Eurohockey.com (الإنجليزية)
- ميكائيل أندرسون على موقع HockeyDB.com (الإنجليزية)
- ميكائيل أندرسون على موقع أوليمبيديا (الإنجليزية)
- ميكائيل أندرسون على موقع اللجنة الأولمبية السويدية (السويدية)